# Dicranomyia scaenalis
Dicranomyia scaenalis är en tvåvingeart som först beskrevs av Alexander 1951.  Dicranomyia scaenalis ingår i släktet Dicranomyia och familjen småharkrankar.
Artens utbredningsområde är Peru. Inga underarter finns listade i Catalogue of Life.